# Pilot (30 Rock)
O episódio piloto, primeiro episódio da primeira temporada, da série de televisão de comédia de situação norte-americana 30 Rock foi primeiramente transmitido no Canadá através do canal de televisão CTV na noite de 10 de Outubro de 2006, e apenas no dia seguinte nos Estados Unidos, pela rede de televisão National Broadcasting Company (NBC). A ideia original para o seriado foi desenhada por em 2002 e consistia em uma série sobre notícias de televisão a cabo. Após ser apresentada por Tina Fey à NBC, foi rejeitada. Dois anos depois, Fey voltou a abordar a rede de televisão com um conceito semelhante, mas desta vez seria um olhar por trás das câmaras do The Girlie Show (TGS), um programa de televisão semelhante ao Saturday Night Live (SNL), no qual ela era argumentista-chefe e apresentadora do segmento Weekend Update naquele momento. Esta nova proposta foi finalmente aceite pela emissora em Maio de 2006, tendo a produção para o projeto começado logo depois.
Este episódio teve o seu argumento escrito por Fey, que também é responsável pela produção executiva de 30 Rock, e foi realizado por Adam Bernstein. Dentre os artistas convidados para o episódio, estão inclusos Rachel Dratch, Keith Powell, Lonny Ross, Maulik Pancholy, Katrina Bowden, Tom Broecker e Teddy Coluca.
Várias personagens foram introduzidas no piloto: Liz Lemon (interpretada por Fey), a argumentista-chefe do TGS, Jack Donaghy (Alec Baldwin), o novo executivo da NBC, e Kenneth Parcell (McBrayer), o estagiário da NBC que trabalha para o TGS. A trama deste episódio centra-se na tentativa de Jack de convencer Liz a contratar a estrela de cinema Tracy Jordan (Tracy Morgan) para o elenco do TGS e nas reacções da equipa do programa de televisão aquando desta nova adição. Em geral, o episódio piloto foi recebido com opiniões positivas pela crítica especialista em televisão do horário nobre, com a maioria dos resenhistas vangloriando o desempenho dos actores Jane Krakowski e McBrayer. De acordo com os dados publicados pelo sistema de mediação de audiências Nielsen Ratings, foi assistido por 8,13 milhões de telespectadores durante a sua transmissão original norte-americana, e lhe foi atribuída a classificação de 4,1 e 10 de share no perfil demográfico de telespectadores entre os 18 aos 49 anos de idade, no qual foi o terceiro programa mais assistido daquela noite.

## Produção e desenvolvimento

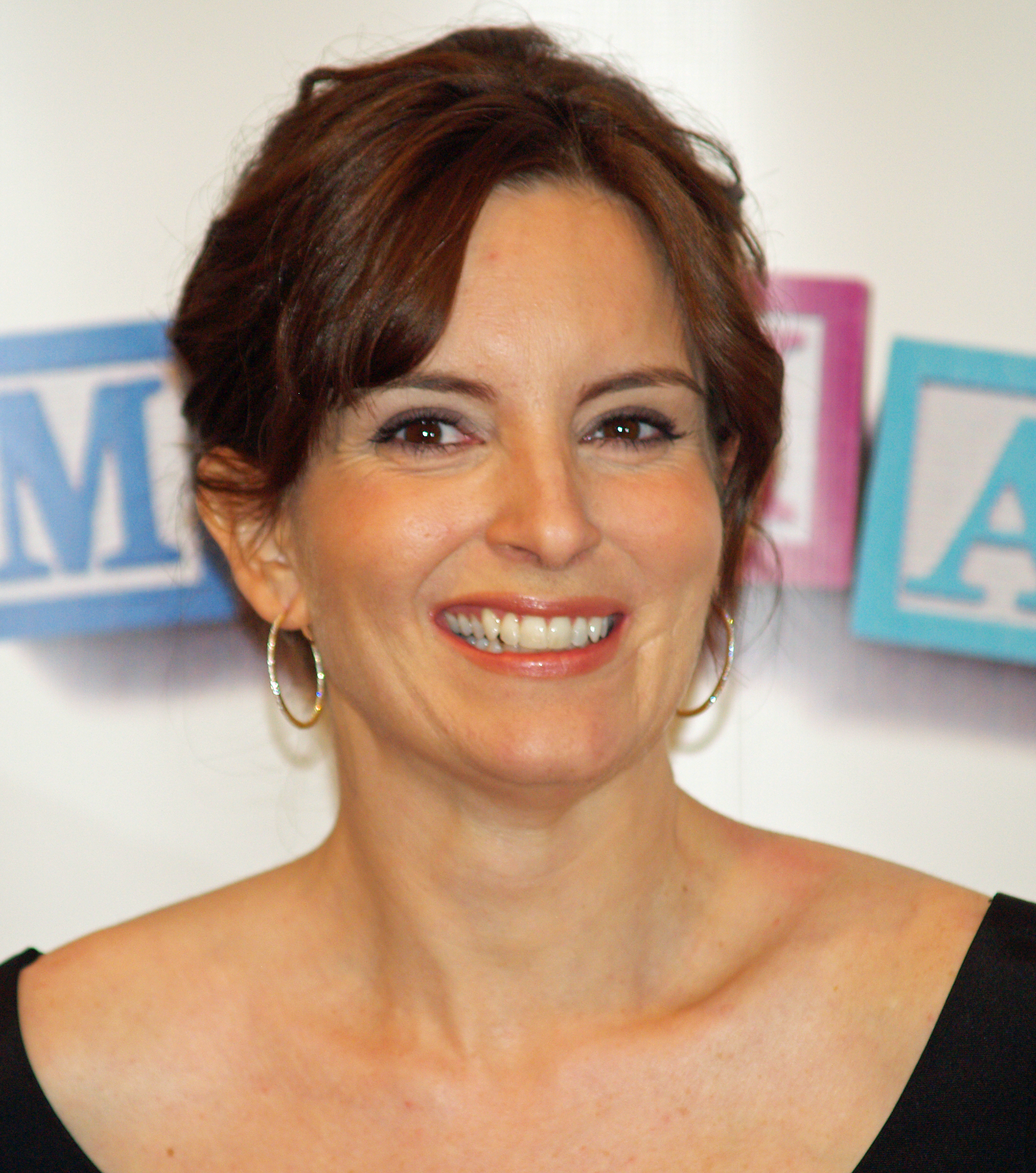
30 Rock foi concebido por Tina Fey, que se baseou nas suas experiências como argumentista-chefe do Saturday Night Live para o produzir.

Em 2002, Tina Fey juntou-se ao elenco do programa de televisão humorístico Saturday Night Live e assumiu também a posição de argumentista-chefe. Pouco tempo depois, concebeu uma ideia para um seriado, que ficara conhecido por "30 Rock", para a NBC. Originalmente, a ideia era sobre uma comédia acerca de notícias de televisão à cabo. Kevin Reilly, presidente da divisão de entretenimento da NBC, achou que "Fey estava a usar as notícias como uma capa para a sua própria experiência, e [ele] encorajou-a a escrever o sobre o que ela sabia." O seriado foi posteriormente reformulado para girar em torno de um programa de segmentos humorísticos parecido com o SNL. Em Maio de 2003, Fey assinou um contrato com a rede de televisão para que permanecesse na sua posição de argumentista-chefe do SNL por pelo menos até à temporada televisiva de 2004-05, e para que ainda desenvolvesse um projecto do horário nobre a ser produzido pela Broadway Video e pela NBC Universal. Durante a temporada de episódios pilotos de 2004-05, um programa de televisão foi anunciado sob o nome Untitled Tina Fey Project, que mais tarde vir-se-ia a revelar ser o episódio piloto de 30 Rock, cujo enredo focava-se na chefe de um programa de variedades que tem que gerir a sua relação com a estrela imprevisível do mesmo e o seu produtor executivo carismático. O enredo evoluiu para uma argumentista-chefe de um programa de variedades que lidava com as duas estrelas do programa, bem como com o novo executivo da NBC. 30 Rock recebeu luz verde oficialmente a 15 de Maio de 2006, juntamente com uma ordem de treze episódios. O episódio piloto teve o seu enredo escrito por Fey, que também assume a função de produtora executiva e argumentista-chefe em 30 Rock, e foi realizado por Adam Bernstein. A série passou por mais mudanças durante os meses que antecederam e sucederam a sua estreia. Um comunicado de imprensa publicado em Maio de 2006 referiu que os segmentos humorísticos do The Girlie Show seriam disponibilizados na íntegra na página online da banda larga da NBC: DotComedy.com. A ideia era de colocar em exibição o TGS na página da NBC, contudo, este aspecto foi abandonado antes da sua estreia.
Para a escolha do elenco de 30 Rock, Fey trabalhou com Jen McNamara e Bernstein. O primeiro acto de Fey como directora de elenco foi se colocar como a personagem principal Liz Lemon, que se diz ser muito parecida com Fey nos seus tempos de argumentista-chefe do SNL. O segundo actor a ser escolhido foi Tracy Morgan, para interpretar Tracy Jordan, que então era um ex-colega de elenco de Fey no SNL. Morgan foi convidado por Fey para desempenhar o papel, e ele acreditou que estava "à [sua] altura e que foi feito na medida [para ele]". Fey revelou que a personagem Kenneth Parcell fora concebida com o actor Jack McBrayer em mente, que é um velho amigo de Fey (eles trabalharam juntos no The Second City em Chicago).

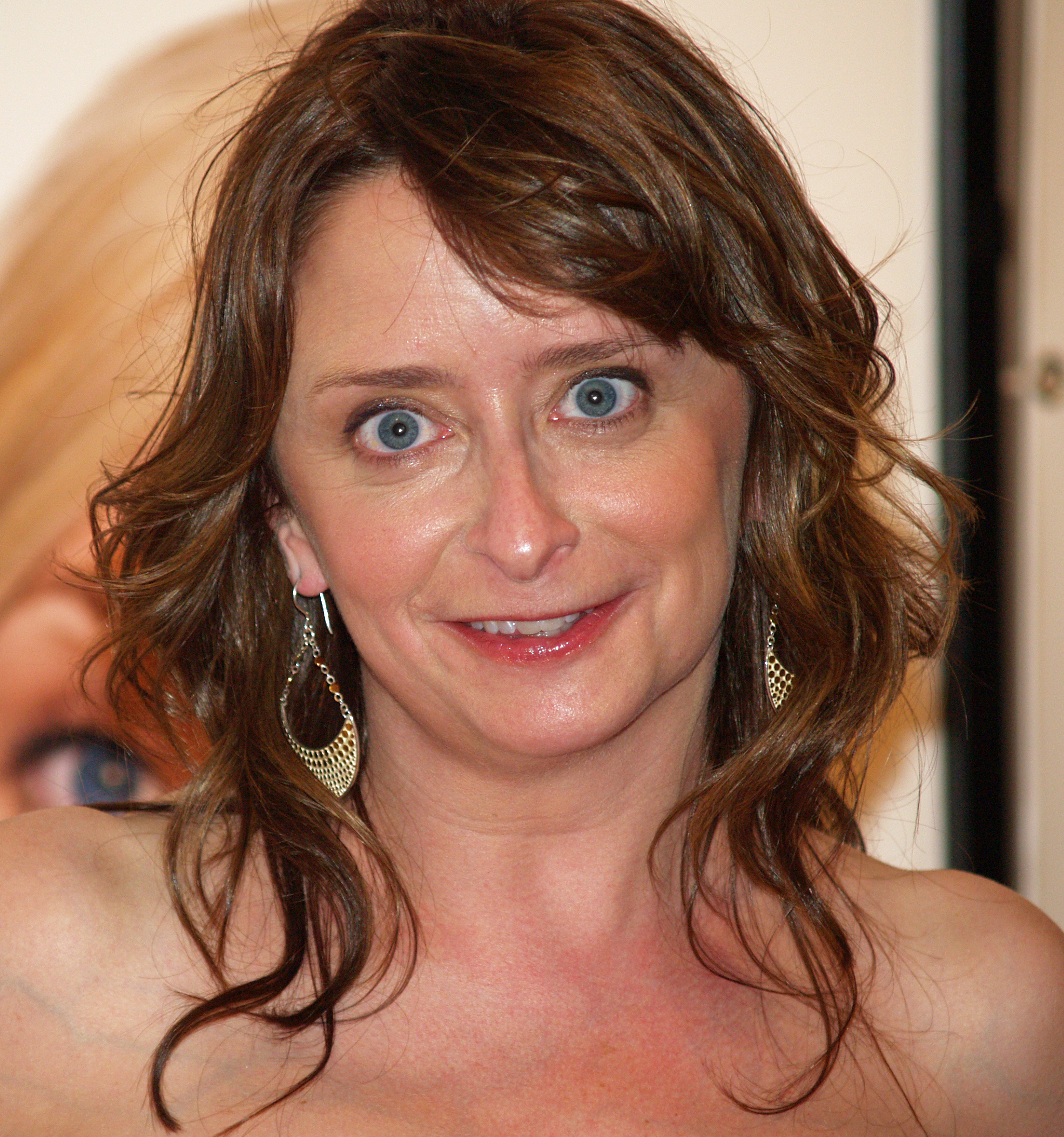
A actriz Rachel Dratch foi originalmente escolhida para interpretar a personagem Jenna Maroney.

Rachel Dratch, parceira de longa data e companheira de comédia de Fey no SNL, foi originalmente escolhida para interpretar a personagem Jenna Maroney. Dratch interpretou o papel no piloto original do seriado. No entanto, em Agosto de 2006, foi anunciado que a actriz Jane Krakowski era a substituta de Dratch, e que esta iria interpretar várias personagens diferentes ao longo da série. Fey explicou esta mudança afirmando que Dratch era "melhor adaptada para interpretar uma variedade de personagens secundárias excêntricas", e que o papel de Jenna era para ser desempenhado em "linha recta". "Ambos Tina e eu obviamente adoramos Rachel, e nós queríamos encontrar uma maneira na qual pudéssemos explorar a força dela", afirmou o produtor Lorne Michaels em entrevista à revista Variety. Embora Fey tenha dito que "Rachel e eu estávamos muito animadas com esta nova direcção", Dratch revelou que não estava feliz com a mudança, afirmando que era um rebaixamento. Dratch estava céptica sobre as razões que lhe foram dadas para a mudança, e não estava feliz com a redução do número de episódios em que iria aparecer. "Quando eles não me quiseram mais, eu achei que não fosse nada de mais. A direcção da personagem tinha mudado e [episódios] pilotos sempre sofrem reformulação [de personagens]. Eu achei que seria algo sem história, mas subitamente explodiu.", disse a actriz em uma entrevista ao New York Post em 2012. Mais tarde, em Janeiro de 2013, perto do fim da série, Fey revelou que fazer esta mudança não foi tão fácil como ela achou que seria.
| “ | Eu acho que a grande coisa foi — pelo menos o que eles me disseram — que inicialmente eles queriam ter mais esquetes de comédia no programa. Depois decidiram que não se iriam focar nas esquetes, então precisavam de uma actriz de sitcom, ao invés de uma actriz de personagens. | ” |
|   | — Dratch em uma entrevista à New York Magazine na qual expressava os seus sentimentos sobre a substituição.. |   |

Logo após a escolha de McBrayer e Dratch, Alec Baldwin, que já apresentou o SNL por dezassete vezes, foi escalado para interpretar [ack Donaghy, o vice-presidente "totalmente sem censura" da televisão da Costa Leste e da programação de fornos microondas. Fey disse que a personagem Jack Donaghy foi escrito com Baldwin em mente, e revelou que ficou "muito surpresa quando ele concordou em interpretá-lo". Judah Friedlander foi escalado para ser Frank Rossitano, um argumentista do TGS. Friedlander nunca havia se encontrado com Fey antes da audição para o papel em 30 Rock. Sua personagem foi baseada em pelo menos dois guionistas com quem Fey trabalhou no SNL, mas ele disse que "certamente, trouxe algumas das [suas] próprias coisas para ele [a personagem] também". Finalmente, Scott Adsit, um velho amigo de Fey, foi escalado como Pete Hornberger, o produtor do The Girlie Show. Adsit também teve sua personagem escrita com base nele.

## Enredo
O show começa com Liz Lemon (Fey), a argumentista principal do TGS, a tentar comprar um cachorro-quente antes de ir trabalhar. Depois de uma pessoa na fila começar uma discussão, Liz gasta USD 150 em cachorros-quentes e os distribui aos cidadãos, vagabundos e ainda colegas. Quando chega ao seu local de trabalho, sente-se constrangida ao ser forçada por Kenneth (McBrayer), estagiário que realiza visitas guiadas pelo 30 Rockfeller, a se apresentar a um grupo de fãs do TGS. Acompanhada por Pete Hornberger (Adsit), o produtor do TGS, a argumentista se reúne com o novo executivo da NBC, Jack Donaghy, que os revela ter sido enviado ao GE Building para reformular o TGS. Depois de acidentalmente insultar Liz, esta desenvolve uma antipatia para com o executivo, que a pede para contratar Tracy Jordan, estrela do filme Honkey Grandma Be Trippin', para que integre o elenco do programa de televisão escrito por ele. Liz fica céptica, visto que Tracy tem um histórico de comportamento problemático, inclusive correndo a New York State Route 405 de roupa interior a gritar "Eu sou um Jedi!" e dormindo no telhado dos seus vizinhos. Jenna Maroney (Krakowski), a actriz principal narcisista do TGS, se introduz à Jack e começa a ficar preocupada quando ouve que Tracy pode vir a se tornar na nova estrela do programa. Contra à sua vontade, Liz vai ao encontro de Tracy em um restaurante, mas quando ele descobre que não gosta da comida de lá, vão para um outro restaurante. Enquanto Liz tenta convencê-lo a não entrar no elenco do seu programa de televsão, ele faz argumentos sobre teorias da conspiração. Após a reunião, Tracy se oferece para levar Liz de volta ao estúdio, contudo, ele faz um desvio para um clube de strip no Bronx. Enquanto tenta chegar em casa, Liz descobre que Jack despediu Pete durante a sua ausência. Tracy e Liz chegam no estúdio no meio da transmissão ao vivo do TGS. Ela manda Tracy ir ao palco para falar a última frase do programa, muito para o prazer da plateia e para o choque de Jenna. Nos bastidores, Liz força Jack a recontratar Pete e prometer que Jenna irá permancer no elenco.

## Repercussão

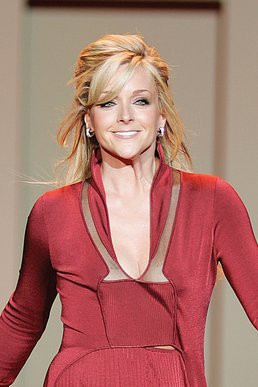
A actriz Jane Krakowski foi muito elogiada pelo seu desempenho no episódio piloto de 30 Rock.

tendo sido transmitido na noite de 10 de Outubro de 2006 na NBC como o episódio piloto de 30 Rock. No Canadá, fora transmitido no dia anterior pela CTV.
Este episódio foi visto por 8,13 milhões de telespectadores e recebeu uma classificação de 2.9/8 na chave demográfica de adultos de 18 a 49 anos de idade. Este episódio teve a maior audiência da história da série até Outubro de 2008, quando o episódio de estreia da terceira temporada, "Do-Over", foi visto por 8,7 milhões de telespectadores. Esse episódio recebeu 4.1/10 na chave demográfica de adultos de 18 a 49 anos de idade. No Reino Unido, o episódio atraiu sete mil telespectadores, 6% da audiência de outros programas que estavam em exibição naquele momento. O director do episódio, Adam Bernstein, foi nomeado para o Directors Guild of America Awards na categoria "Realização Directorial Proeminente em Série de Comédia" em 2007. Bernstein perdeu para Richard Shepard por seu trabalho no piloto de Ugly Betty.
De maneira geral, o episódio foi bem recebido pela crítica especialista. O Metacritic deu ao episódio um Metascore—uma média ponderada baseada nas impressões de uma selecção de trinta e uma revisões críticas—de 67 em 100. Tom Gliatto da People Weekly e Anna Johns da TV Squad da AOL, declararam 30 Rock como a melhor nova comédia de todos os tempos. Johns descreveu a frase de Tracy Jordan, "Eu sou do governo e estou aqui para inspecionar o frango frito", como "confundidamente engraçada", e elogiou a substituição de Rachel Dratch por Jane Krakowski no papel Jenna. Keith Watson da revista britânica Metro, disse que "pode ser apenas um Mary Tyler Moore Show do século [XXI], mas 30 Rock, er, presta." Watson classificou o episódio com 4 de 5 estrelas (). Dorothy Rabinowitz do The Wall Street Journal elogiou as "cenas hilariantes e o elenco muito bem elaborado", particularmente comentando o desempenho de Jack McBrayer como Kenneth Parcell, e a interpretação de Rachel Dratch como a tratadora de gatos, Greta Johansen.
Nem todos os críticos gostaram do episódio. Oscar Dahl do BuddyTV sentiu que este episódio não fez jus ao potencial do show. Tim Goodman do San Francisco Chronicle lamentou que "o episódio [original] foi mais divertido do que aquele que foi ao ar". Tom Shales do Washington Post, disse que "o espetáculo precisa de uma melhor premissa e um diálogo mais engraçado." Apesar disso, Shales disse que 30 Rock não é uma seca que importa-se somente em si  [sic] como Studio 60 on the Sunset Strip", e elogiou o desempenho de Tracy Morgan como Tracy Jordan. Alessandra Stanley do The New York Times, elogiou a "presença cómica absurda e astuta" de Alec Baldwin que "é maior e mais brilhante do que qualquer piada ou actor no show", mas referiu que "nada muito engraçado acontece em 30 Rock até Alec Baldwin entrar na sala, e de repente essa nova sitcom da NBC nasce".